# Amanda Nguyễn
Amanda Ngọc Nguyễn (sinh ngày 10 tháng 10 năm 1991) là một doanh nhân xã hội và nhà hoạt động nhân quyền Người Mỹ gốc Việt. Cô là người sáng lập, đồng thời là chủ tịch của Rise, Inc., một tổ chức dân quyền phi chính phủ của Hoa Kỳ. Amanda đã tham gia soạn thảo Dự luật về Quyền của những người sống sót sau khi bị tấn công tình dục (Sexual Assault Survivors' Rights Act), được quốc hội Mỹ thông qua và Tổng thống Barack Obama ký thành luật năm 2016. Amanda cũng được ghi nhận là người khởi xướng phong trào ngăn chặn bạo lực đối với người Mỹ gốc Á sau khi video kêu gọi đưa tin của cô ấy được truyền thông lan truyền vào ngày 5 tháng 2 năm 2021. Để ghi nhận công lao của cô, Amanda đã được tiểu bang California đề cử cho Giải Nobel Hòa bình năm 2019 và được tạp chí Time vinh danh là một trong những Người phụ nữ của năm 2022. Cô cũng đã nhận được Giải thưởng Heinz ( Heinz Awards)thường niên lần thứ 24 dưới hạng mục Chính sách công, Time 100 Next, và Forbes 30 Under 30. Ngoài ra, Amanda được giới thiệu trong tuyển tập We Are Here: 30 Inspiring Asian Americans and Pacific Islanders Who Have Shaped the United States (tạm dịch: Chúng ta ở đây: 30 người Mỹ gốc Á-Thái Bình Dương truyền cảm hứng đã định hình nước Mỹ) của tác giả Naomi Hirahara và được xuất bản bởi Viện Smithsonian và Running Press Kids.
Vào ngày 27 tháng 2 năm 2025, người ta đã thông báo rằng Ngoc Nguyen sẽ là một phần của đoàn phi hành đoàn của chuyến bay thứ 11 của Blue Origin vào vũ trụ thuộc chương trình New Shepard, cùng với Katy Perry, Aisha Bowe, Kerianne Flynn và các nhà báo Gayle King và Lauren Sánchez. Chuyến bay vũ trụ du hành dưới quỹ đạo của Blue Origin NS-31 được thực hiện vào ngày 14 tháng 4 năm 2025, đưa Ngoc Nguyen trở thành người phụ nữ gốc Việt đầu tiên bay vào vũ trụ phía đông Mississippi.

## Đời sống, giáo dục và sự nghiệp
Amanda Nguyen sinh ra và lớn lên tại bang California, Hoa Kỳ. Năm 2013, Amanda tốt nghiệp Cử nhân tại Đại học Harvard.
Cũng trong năm 2013, Amanda thực tập tại NASA. Trong thời gian này, cô nuôi dưỡng đam mê trở thành một nhà du hành vũ trụ. Cô cũng từng làm việc tại Trung tâm Vật lý Thiên văn Harvard-Smithsonian.
Amanda từng đảm nhiệm vị trí Deputy White House Liaison, làm việc dưới quyền Bộ trưởng Bộ Ngoại Giao John Kerry thuộc Bộ Ngoại giao Hoa Kỳ. Vào tháng 10 năm 2016, cô nghỉ việc tại Bộ Ngoại giao để làm việc toàn thời gian cho Rise, Inc. Năm 2021, cô trở thành ứng cử viên khoa học phi hành gia tại Viện Khoa học Hàng không Vũ trụ Quốc tế, nghiên cứu về sức khỏe phụ nữ và kinh nguyệt. Năm 2024, Blue Origin thông báo rằng Nguyen sẽ trở thành người phụ nữ Việt Nam đầu tiên bay vào vũ trụ trong chuyến bay New Shepard sắp tới.
Amanda hiện sinh sống và công tác tại thủ đô Washington, D.C..

## Hoạt động xã hội
Năm 2013, Amanda bị cưỡng hiếp khi đang là sinh viên năm cuối tại Đại học Harvard, bang Massachusetts. Cô quyết định không khởi kiện ngay lập tức bởi cô cảm giác mình chưa có đủ thời gian và nguồn lực cần thiết để tham gia vào một vụ kiện có thể kéo dài nhiều năm. Sau khi được phía cảnh sát thông báo rằng thời hiệu cho tội hiếp dâm ở bang Massachusetts là 15 năm, cô quyết định sẽ khởi tố trong tương lai khi cô đã chuẩn bị sẵn sàng. Sau khi vụ việc xảy ra, Amanda đã được giám định pháp y (giám định nghi can hiếp dâm). Tuy nhiên, cô phát hiện ra rằng nếu cô không tố giác với chính quyền, bộ dụng cụ giám định (rape kit) sẽ bị tiêu huỷ sau sáu tháng, ngoại trừ trường hợp cô đệ đơn xin được kéo dài thời hạn này. Amanda cũng không được hướng dẫn cụ thể về phương thức và quá trình yêu cầu gia hạn. Cô cho rằng hệ thống này có nhiều vấn đề, một phần bởi việc làm đơn gia hạn là một lời nhắc nhở không cần thiết về trải nghiệm đau buồn. Amanda đã gặp gỡ và lắng nghe câu chuyện tương tự từ những người sống sót sau tấn công tình dục khác và kết luận rằng các hình thức bảo hộ pháp lý hiện thời là chưa đủ. Để thách thức thái độ đổ tội cho nạn nhân bị xâm hại tình dục, cô đã tổ chức các sự kiện công cộng, ví dụ như show diễn thời trang tại Tuần lễ thời trang New York tại Bảo tàng Nghệ thuật Hiện đại. Người mẫu trong buổi diễn thời trang này là những người đã từng trải qua các vụ tấn công tình dục.

### Rise
Tháng 11 năm 2014, Amanda thành lập Rise, một tổ chức phi chính phủ với mục đích bảo về quyền công dân của những người đã trải qua xâm hại tình dục. Từ ngày tổ chức được thành lập cho đến tháng 9 năm 2016, khi cô còn đang làm việc tại Bộ Ngoại giao, Amanda lãnh đạo tổ chức trong thời gian rảnh. Tất cả các thành viên của Rise hoạt động với tư cách tình nguyện viên và gây quỹ hoạt động cho tổ chức qua nền tảng GoFundMe. Amanda hy vọng Rise có thể thông qua Dự luật về Quyền của những người sống sót sau khi bị tấn công tình dục (Sexual Assault Survivors' Rights Act) trên toàn bộ 50 tiểu bang ở Hoa Kỳ cũng như ở cấp độ quốc gia. Cô cũng đã tới thăm Nhật Bản, nơi một dự luật tương tự đã được trình bày.

### Dự luật về Quyền của những người sống sót sau khi bị tấn công tình dục
Vào tháng 7 năm 2015, Amanda đã gặp Thượng nghị sĩ tiểu bang New Hampshire, Jeanne Shaheen, để thảo luận về luật bảo vệ quyền của những người sống sót ở cấp liên bang (cấp quốc gia). Đạo luật mà Amanda đã giúp soạn thảo đã được Jeanne Shaheen giới thiệu trước Quốc hội vào tháng 2 năm 2016. Amanda cộng tác với Change.org và trang web hài Funny or Die để thu hút sự chú ý đến dự luật này và khuyến khích sự ủng hộ của cử tri. Amanda khởi động một bản kiến nghị trên Change.org kêu gọi Quốc hội thông qua dự luật. Video trên Funny or Die và bản kiến nghị trên Change.org đã nhận được sự ủng hộ từ nhà làm phim và hài kịch Judd Apatow cũng như nữ diễn viên Patricia Arquette trên Twitter. Cho đến ngày 28 tháng 2 năm 2016, bản kiến nghị trên Change.org đã nhận được 60.000 trên tổng số 75.000 chữ ký được mong đợi. Đến tháng 10 năm 2016, đã có hơn 100.000 chữ ký.
Dự luật được thông qua Thượng viện vào tháng 5 và Hạ viện vào tháng 9 năm 2016. Sau đó, dự luật được nhất trí thông qua ở cả hai viện của Quốc hội, và được Tổng thống Barack Obama ký thành luật vào tháng 10 năm 2016. Đạo luật mới bảo vệ quyền bảo quản miễn phí bằng chứng giám định pháp lý (bộ dụng cụ giám định) trong suốt thời hiệu, cùng các quyền khác.
Vào ngày 12 tháng 10 năm 2017, thống đốc bang California Jerry Brown đã thông qua dự luật có tiêu đề "Các quyền của nạn nhân bị tấn công tình dục".